# István Ujhelyi
István Ujhelyi (ur. 28 lutego 1975 w Berettyóújfalu) – węgierski polityk, działacz młodzieżowy i partyjny, poseł krajowy, wicemarszałek węgierskiego parlamentu, poseł do Parlamentu Europejskiego VIII i IX kadencji.

## Życiorys
W 2002 ukończył studia prawnicze na Uniwersytecie w Segedynie. W 1993 został członkiem postkomunistycznej Węgierskiej Partii Socjalistycznej. Działał w jej dwóch kolejnych organizacjach młodzieżowych, w obu pełniąc funkcję wiceprzewodniczącego, od 2002 do 2004 kierował drugą z nich – Fiatal Baloldal. Został też członkiem prezydium zarządu krajowego MSZP i wiceprzewodniczącym partii. Przez kilka lat zasiadał w radzie miejskiej Segedyna. W 2002 po raz pierwszy uzyskał mandat posła do Zgromadzenia Narodowego, ponownie był wybierany w 2002, 2006 i 2010. Od kwietnia 2009 do maja 2010 był sekretarzem stanu w kancelarii premiera w rządzie, na czele którego stał Gordon Bajnai. Po wyborach w 2010 został zastępcą przewodniczącego węgierskiego parlamentu. W wyniku wyborów europejskich w 2014 został eurodeputowanym VIII kadencji PE. Utrzymał także mandat w 2019, gdy wybrany do PE Bertalan Tóth zrezygnował z jego objęcia.